# Heliconia
Геліконія (Heliconia) — єдиний рід рослин родини геліконієві (Heliconiaceae).

## Класифікація

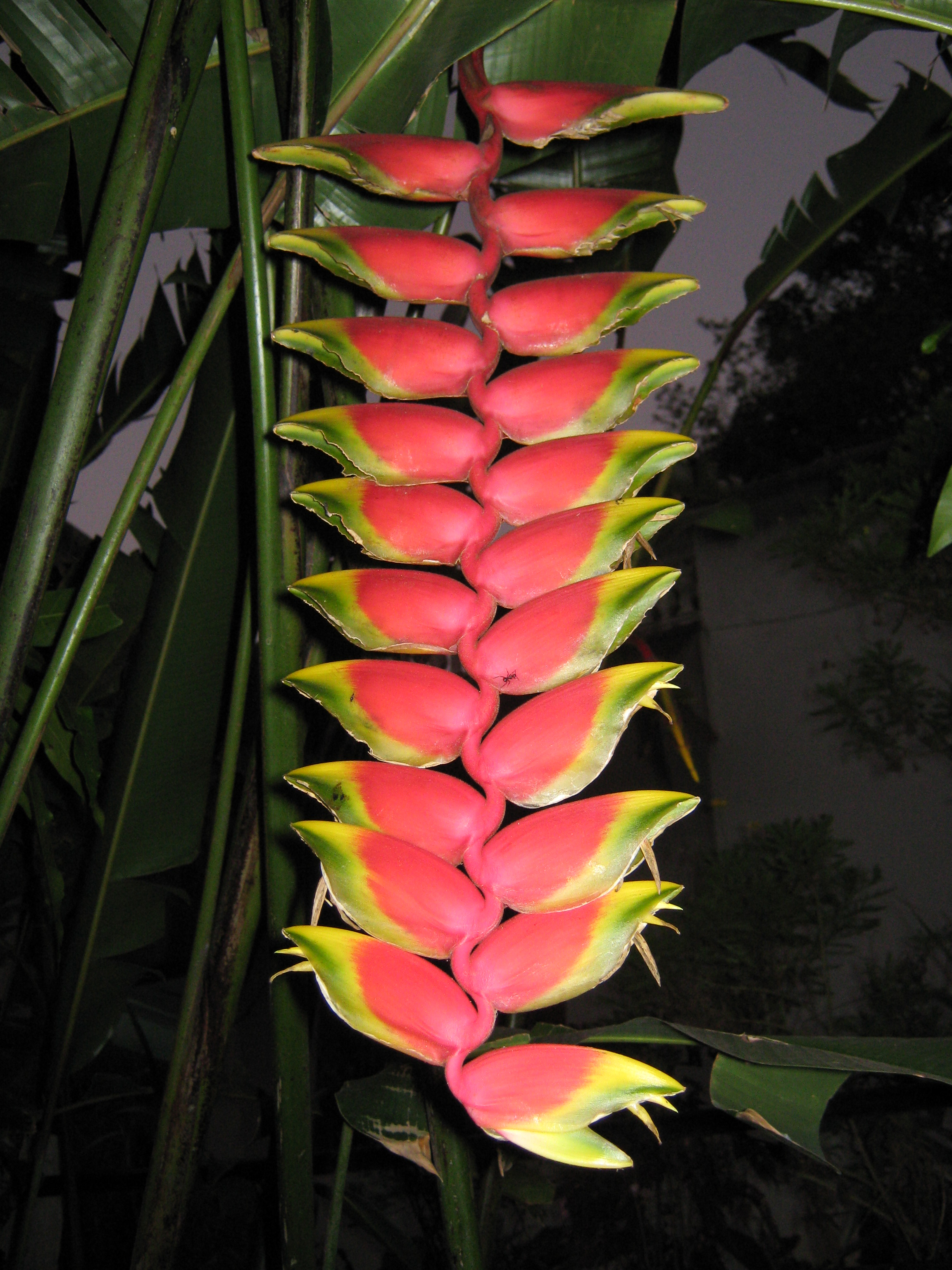
Суцвіття геліконії

До 1998 року рід належав до Бананових (Musaceae), проте був виділений у окрему родину геліконієві (Heliconiaceae).
Нараховує 150 видів.

## Будова
Деякі види (Heliconia bihai) досягають висоти до 6 метрів. Запилюється переважно за допомогою колібрі.

## Поширення та середовище існування
Росте у тропічних джунглях та болотах.

## Практичне використання
Широко використовується як садова рослина через оригінальні суцвіття. Найчастіше зустрічається Heliconia bihai, що походить з Центральної Америки.
Існують також штучно вирощені гібриди.